# Mazury (Nałęczów)
Mazury – część miasta Nałęczowa w Polsce położona w województwie lubelskim, w powiecie puławskim. Leży we wschodniej części miasta. Dawniej przysiółek wsi Cynków.